# Izabeła Dragnewa
Izabeła Dragnewa, z domu Rifatowa (bułg. Изабела Еролова Драгнева; ur. 1 października 1971 w Warnie) – bułgarska sztangistka.
Dwukrotna olimpijka (2000, 2004 – w 2000 zajęła 1. miejsce, ale została zdyskwalifikowana za stosowanie środków dopingujących), mistrzyni świata (1991) oraz siedmiokrotna mistrzyni Europy (1991, 1994, 1996, 1998–2000, 2004) w podnoszeniu ciężarów. 
Startowała w wadze muszej, koguciej oraz piórkowej.

## Osiągnięcia

### Letnie igrzyska olimpijskie
- Sydney 2000 – złoty medal (waga musza) – dyskwalifikacja
- Ateny 2004 – 5. miejsce (waga musza)

### Mistrzostwa świata
- Donaueschingen 1991 –  złoty medal (waga kogucia)
- Warna 1992 –  srebrny medal (waga kogucia)
- Stambuł 1994 –  srebrny medal (waga kogucia)
- Guangzhou 1995 –  brązowy medal (waga kogucia)
- Chiang Mai 1997 –  srebrny medal (waga kogucia)
- Lahti 1998 –  srebrny medal (waga piórkowa)
- Warszawa 2002 –  brązowy medal (waga musza)

### Mistrzostwa Europy
- Warna 1991 –  złoty medal (waga kogucia)
- Rzym 1994 –  złoty medal (waga kogucia)
- Praga 1996 –  złoty medal (waga kogucia)
- Sewilla 1997 –  srebrny medal (waga kogucia)
- Riesa 1998 –  złoty medal (waga kogucia)
- A Coruña 1999 –  złoty medal (waga kogucia)
- Sofia 2000 –  złoty medal (waga kogucia)
- Lutraki 2003 –  srebrny medal (waga kogucia)
- Kijów 2004 –  złoty medal (waga musza)

### Rekordy świata
- Warna 17.05.1992 – 78,5 kg w rwaniu (waga kogucia)
- Warna 17.05.1992 – 98,5 kg w podrzucie (waga kogucia)
- Warna 17.05.1992 – 175 kg w dwuboju (waga kogucia)